# Lúcio Domício Enobarbo (cônsul em 54 a.C.)
Lúcio Domício Enobarbo (em latim: Lucius Domitius Ahenobarbus) foi um político da gente Domícia da República Romana eleito cônsul em 54 a.C. com Ápio Cláudio Pulcro. Foi um dos grandes adversários do triunvirato e defensor da facção dos optimates no Senado Romano. Quando irrompeu a guerra civil entre César e Pompeu, aliou-se a este último. Era filho de Cneu Domício Enobarbo, cônsul em 96 a.C., irmão de Cneu Domício Enobarbo, genro de Cina, e pai de Cneu Domício Enobarbo, cônsul em 32 a.C.. É trisavô pela linha paterna do imperador romano Nero.

## Carreira
Enobarbo foi citado, em 70 a.C., por Cícero como uma das testemunhas da acusação no julgamento do antigo governador da Sicília Caio Verres. Em 61 a.C., foi eleito edil curul e, nos jogos que promoveu, exibiu uma centena de leões númidas, alongando tanto o espetáculo que os romanos foram obrigados a sair no meio para comer, a primeira vez que isto ocorreu em Roma. Esta pausa nos jogos passou a ser chamada de diludium.
Casou-se com Pórcia, a irmã de Catão, o Jovem, a quem, durante seu mandato como edil, apoiou em sua luta para aprovar leis contra o suborno escancarado durante as eleições, direcionadas principalmente contra Pompeu, que estava comprando votos para seu aliado Lúcio Afrânio. As opiniões políticas de Enobarbo coincidiam com as de Cato e acredita-se que ele tenha sido um dos mais fervorosos defensores do partido aristocrático (optimates). Ele se opôs ativamente às medidas de Júlio César e Pompeu e, em 59 a.C., foi acusado, por incitação de César, de ser cúmplice num suposto complô contra a vida de Pompeu.
Em 58 a.C., Enobarbo foi eleito pretor e, três anos depois, candidatou-se ao consulado com a proposta de, se eleito, executar uma medida que já havia proposto durante seu pretorado: retirar César de sua província (a Gália). Foi derrotado, porém, por Pompeu e Crasso, que se candidataram para impedi-lo, e acabou expulso do Campo de Marte no dia da eleição à força. Foi candidato novamente no ano seguinte e os dois ex-cônsules, firmemente estabelecidos no poder como triúnviros, não se opuseram. Foi eleito então, em 54 a.C., com Ápio Cláudio Pulcro, um parente de Pompeu, mas nada conseguiu realizar contra os dois, que se envolveram novamente num escândalo eleitoral no final do ano. Enobarbo não seguiu para uma província no final de seu consulado e, conforme a relação entre César e Pompeu se deteriorou, foi tornando-se cada vez mais próximo deste último.
Enobarbo foi eleito para ser o magistrado que presidiu o julgamento contra Tito Ânio Milão em 52 a.C. por causa do assassinato do tribuno Públio Clódio segundo o relato de Ascônio. Durante os dois ou três anos seguintes, período no qual Cícero estava ausente na Cilícia, as informações que temos sobre ele derivam principalmente das cartas de seu inimigo, Coelius a Cícero. Em 50 a.C., foi candidato para uma posição no Colégio de Áugures liberada pela morte de Quinto Hortênsio Hórtalo, mas foi derrotado por Marco Antônio por causa da influência de César.
O Senado nomeou-o para suceder César como governador da província da Gália Cisalpina e, durante a invasão da Itália por César, em 49 a.C., foi o único dos optimates a demostrar coragem ou energia para enfrentá-lo. Ele seguiu para Corfínio com cerca de vinte coortes esperando o apoio de Pompeu, que, contudo, não o apoiou, obrigando-o a render suas tropas a César. Seus soldados foram incorporados ao exército de César enquanto que o próprio Enobarbo foi dispensado por César ileso — um ato de clemência que ele não esperava e que dificilmente ele certamente não realizaria se fosse um conquistador. Porém, seus sentimentos em relação a César não mudaram, mas é certo que ele ficou bastante ofendido com Pompeu por ele não ter vindo ajudá-lo. Num primeiro momento, Enobarbo seguiu para Cosa, na Etrúria, e, em seguida, foi para Massília, que ele defendeu contra César. Dali, Enobarbo continuou lutando com vigor contra os cesarianos, mas a cidade acabou sendo conquistada. Escondido num barril, Enobarbo parece ter sido o único a ter conseguido fugir.
Enobarbo seguiu depois para se encontrar com Pompeu na Tessália e propôs que, logo depois da guerra, que todos os senadores deveriam ser julgados para descobrir os que haviam permanecido neutros. Cícero, que ele marcou como um "covarde", não temia a acusação. Enobarbo foi morto logo depois da Batalha de Farsalos, em 48 a.C., na qual ele comandou a ala esquerda com Públio Cornélio Sula. Foi assassinado tentando escapar depois que a cidade foi capturado. Segundo uma proposta de Cícero em sua segunda "Filípicas", o próprio Marco Antônio acreditava ter sido ele a desferir o golpe mortal.

## Influência
Enorbarbo era um homem de grande energia; apesar de se manter firme em seus princípios políticos, mas era inescrupuloso.
O poeta Lucano utilizou Enobarbo como um de seus personagens no livro VII de seu livro "Pharsalia", no qual é chamado "Domício", importante no poema por ser o único senador que morreu apoiando Pompeu em Farsalos e tornou-se, por isso, um símbolo da República que morria.